# Матинян, Гор
Гор Матинян (арм. Գոռ Մատինյան; 23 июня 2004 года, Арарат) — армянский футболист, вратарь клуба «Урарту» и молодёжной сборной Армении.

## Клубная карьера
Футболом заниматься начинал в академии «Урарту», но позже присоединился к Академии Аван, откуда в 2022 году перешёл во вторую команду ЦСКА, выступавшей в Первой лиге. Дебютировал 5 августа в матче против «Пюник-2», отстояв матч на ноль. Впервые в заявку первой команды попал 27 февраля 2023 года на игру с «Ноа». Дебютировал 1 апреля в матче против «Пюника», заменив на 78-й минуте Армана Нерсесяна и сохранив счёт неизменным (0:3). Впервые в стартовом составе вышел в следующей игре, пропустив единственный гол от нападающего «Арарата» Размика Акопяна. Первый полный «сухой» матч провёл 4 августа против «Ноа». В том сезоне был основным вратарём ЦСКА, провёл 22 матча, в которых пропустил 45 гол и оформил три «клиншита». Армейский клуб занял последнее место и вылетел, однако Матиняну удалось остаться в Премьер-лиге: 3 августа 2024 года он вернулся в родной «Урарту».

## Карьера в сборной
За сборную до 17 лет дебютировал 20 сентября 2019 года в товарищеском матче против сборной Кипра, пропустив один гол. В составе сборной участвовал в отборе к Евро 2020.
Первый вызов в сборную до 19 лет получил 16 марта 2021 года на тренировочные сборы. Дебютировал 25 мая 2022 года в товарищеском матче против сборной Ливана, пропустив один гол. В сборной был капитаном. Единственный «клиншит» оформил 22 августа в игре со сборной Литвы. Участвовал в квалификации к Евро 2023.
Впервые в молодёжную сборную был вызван 3 июня 2023 года. Дебютировал 15 июня в товарищеской игре со сборной Северной Македонии, пропустив один мяч. В составе сборной участвовал в отборе к Евро 2025. Первый «сухой» матч провёл 17 сентября против сборной Швейцарии.